# Davyd-Haradok
Davyd-Haradok (in bielorusso Давыд-Гарадок?; in russo Давид-Городок?; in polacco Dawidgródek) è una città della Bielorussia, situata nella regione di Brėst.